# Liste der Biografien/Frang
Liste der Biografien |
Portal Biografien |
Personensuche
# |
A |
B |
C |
D |
E |
F |
G |
H |
I |
J |
K |
L |
M |
N |
O |
P |
Q |
R |
S |
T |
U |
V |
W |
X |
Y |
Z |
?
 
Fa |
Fe |
Ff |
Fh |
Fi |
Fj |
Fk |
Fl |
Fm |
Fn |
Fo |
Fr |
Ft |
Fu |
Fy
 
Fra |
Frc |
Fre |
Frg |
Fri |
Frk |
Frl |
Fro |
Fru |
Fry
 
Fraa |
Frab |
Frac |
Frad |
Frae |
Fraf |
Frag |
Frah |
Frai |
Fraj |
Frak |
Fral |
Fram |
Fran |
Frao |
Frap |
Fraq |
Frar |
Fras |
Frat |
Frau |
Frav |
Fraw |
Fray |
Fraz
 
Frana |
Franc |
Frand |
Frane |
Frang |
Frani |
Franj |
Frank |
Frann |
Frano |
Franq |
Frans |
Frant |
Franu |
Franx |
Franz
Die Liste der Biografien führt alle Personen auf, die in der deutschsprachigen Wikipedia einen Artikel haben. Dieses ist eine Teilliste mit 27 Einträgen von Personen, deren Namen mit den Buchstaben „Frang“ beginnt.

## Frang
- Frang, Felix (1862–1932), finnischer Maler
- Frang, Vilde (* 1986), norwegische Geigerin und MusikpädagoginVilde Frang (* 1986)

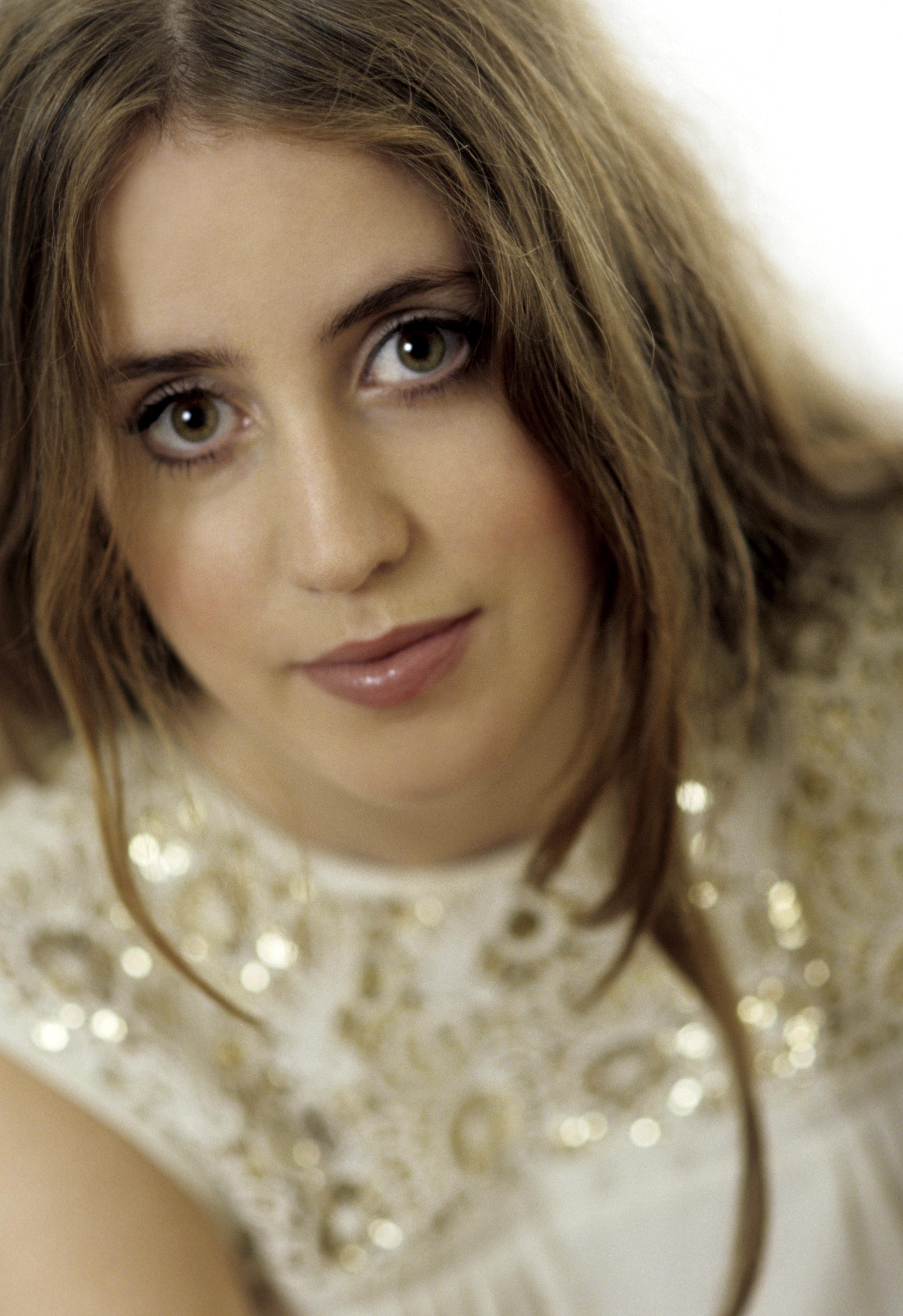
Vilde Frang (* 1986)

### Frange
- Frangenberg, Dick W. (* 1948), deutscher Musiker, Musikproduzent und Musikverleger
- Frangenheim, Alexander (* 1959), deutscher Kontrabassist
- Frangenheim, Hans (1920–2001), deutscher Gynäkologe
- Frangenheim, Paul (1876–1930), deutscher Chirurg
- Franger, Daniel (* 1959), US-amerikanischer Radrennfahrer
- Fränger, Emil (1856–1941), deutscher Verwaltungsjurist und Bürgermeister von Erlangen
- Frangeš Mihanović, Robert (1872–1940), kroatischer Bildhauer

### Frangi
- Frangi, Abdallah (* 1943), palästinensischer Diplomat und Politiker
- Frangiadaki, Eleni (* 1982), griechische Volleyball-Nationalspielerin (Außenangreiferin)
- Frangie, Sam, australischer Snookerspieler
- Frangieh, Hamid (1907–1981), libanesischer Politiker
- Frangieh, Samir (1945–2017), libanesischer Politiker und linker Intellektueller
- Frangieh, Suleiman (1910–1992), libanesischer Staatspräsident
- Frangieh, Tony (1939–1978), libanesischer Politiker und Milizführer
- Frangilli, Carla (* 1988), italienische Bogenschützin
- Frangilli, Michele (* 1976), italienischer Bogenschütze
- Frangione, Nancy (1953–2023), US-amerikanische Schauspielerin
- Frangipani, Gabriele (* 2001), italienischer Eiskunstläufer
- Frangipani, Ottavio Mirto (1544–1612), italienischer Erzbischof

### Frangk
- Frangk, Fabian, deutscher Grammatiker

### Frangl
- Franglen, Simon (* 1963), britischer Filmkomponist, Musikproduzent, Arrangeur und Musiker
- Franglish (* 1994), französischer Rapper und Sänger

### Frango
- Frangopoulos, D., griechischer Tennisspieler
- Frangoudis, Ioannis (1863–1916), griechischer Sportschütze
- Frangoulis, Mario (* 1966), griechischer Sänger